# Блок, Александр Александрович
Алекса́ндр Алекса́ндрович Блок (16 [28] ноября 1880, Санкт-Петербург — 7 августа 1921, Петроград) — русский писатель, одна из самых известных личностей Серебряного века, один из лидеров и идеологов движения «русских символистов».

## Биография

### Общие сведения

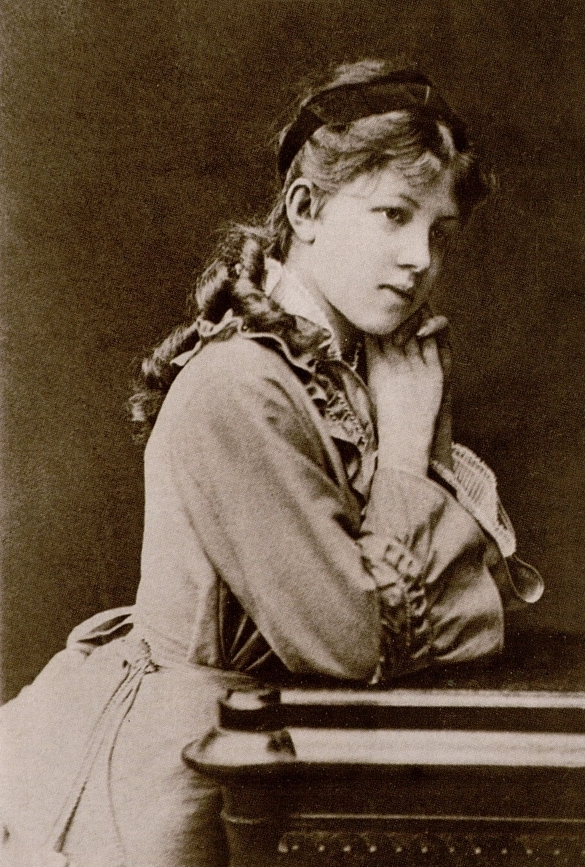
Александра Блок — мать поэта. Варшава, 1880

Отец Александра Блока — Александр Блок, юрист, профессор Варшавского университета, происходил из дворянского рода, его брат Иван Львович был видным российским государственным деятелем.
Мать — Александра Андреевна, урождённая Бекетова — дочь ректора Санкт-Петербургского университета Андрея Беке́това. Замужество, начавшееся, когда Александре было 18 лет, оказалось недолгим, после рождения сына она разорвала отношения с мужем из-за его крайне ревнивого и деспотически жестокого характера и впоследствии их более не возобновляла.
В 1889 году она добилась указа Синода о расторжении брака с первым супругом и вышла замуж за гвардейского офицера Ф. Ф. Кублицкого-Пиоттуха, оставив при этом сыну фамилию первого мужа.
Девятилетний Александр поселился с матерью и отчимом на квартире в казармах лейб-гренадерского полка, расположенных на окраине Петербурга, на берегу Большой Невки. В 1889 году он был отдан во Введенскую гимназию. В 1897 году, оказавшись с матерью за границей, в немецком курортном городке Бад-Наугейме, 16-летний Блок пережил первую сильную юношескую влюблённость в 37-летнюю Ксению Садовскую. Она оставила глубокий след в его творчестве. В 1897 году на похоронах в Петербурге встретился с Владимиром Соловьёвым.

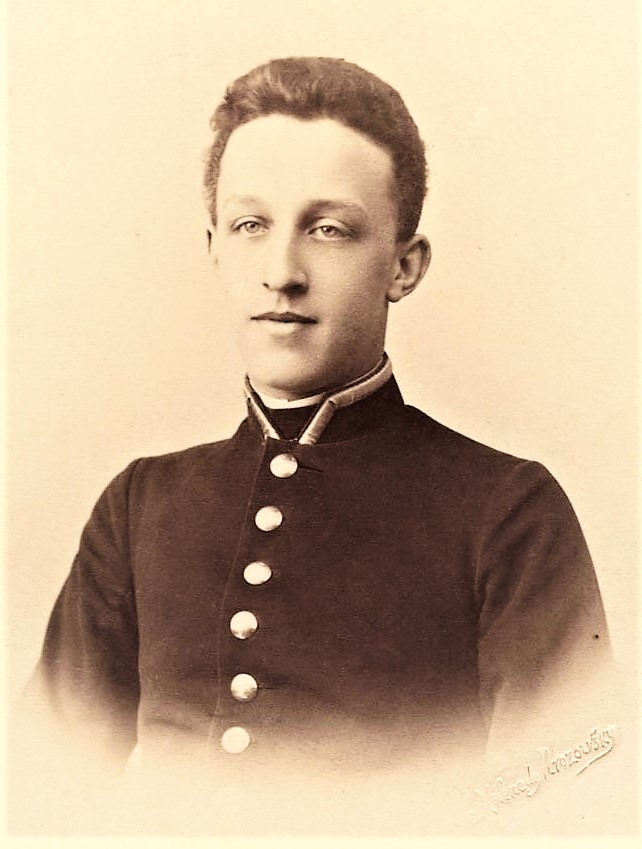
Александр Блок в 1898 году. Фото Е. Мрозовской

В 1898 году окончил гимназию, летом увлёкся Любовью Менделеевой; в августе поступил на юридический факультет Петербургского университета. Через три года перевёлся на славяно-русское отделение историко-филологического факультета, которое окончил в 1906 году. В университете Блок познакомился с Сергеем Городецким и Алексеем Ремизовым.
В это время троюродный брат поэта, впоследствии священник Сергей Михайлович Соловьёв (младший), стал одним из самых близких друзей молодого Блока.
Первые стихотворения Александр Блок написал в пять лет. В 10 лет создал два номера журнала «Корабль». С 1894 по 1897 год он вместе с братьями выпускал рукописный журнал «Вестник», всего вышло 37 номеров. С детства Александр Блок каждое лето проводил в подмосковном имении деда Шахматово. В 8 км находилось имение Боблово, принадлежащее другу Бекетова, великому русскому химику Дмитрию Менделееву. В 16 лет Блок увлёкся театром. В Петербурге записался в театральный кружок. Однако после первого успеха ролей в театре ему больше не давали.
В 1903 году Блок женился на Любови Менделеевой, дочери Д. И. Менделеева, героине его первой книги стихов «Стихи о Прекрасной Даме». Свадьба состоялась в имении Менделеева Боблово. Известно, что Александр Блок испытывал к жене сильные чувства, но периодически поддерживал связи с различными женщинами: одно время это была актриса Наталья Николаевна Волохова, потом — оперная певица Любовь Александровна Андреева-Дельмас. Любовь Дмитриевна тоже позволяла себе увлечения. На этой почве у Блока возник конфликт с Андреем Белым, описанный в пьесе «Балаганчик». Андрей Белый, считавший Менделееву воплощением Прекрасной Дамы, был страстно влюблён в неё, но она не ответила ему взаимностью. Впрочем, после Первой мировой войны отношения в семье Блоков наладились, и последние годы поэт был верным мужем Любови Дмитриевны.
В 1909 году произошли два тяжёлых события в семье Блока: умерли ребёнок Любови Дмитриевны и отец Блока. Чтобы прийти в себя, Блок с женой уехали отдохнуть в Италию и Германию. Благодаря итальянским стихам Блока приняли в общество, которое называлось «Академией». В нём, помимо Александра, состояли Валерий Брюсов, Михаил Кузмин, Вячеслав Иванов и Иннокентий Анненский.
Летом 1911 года Блок снова ездил за границу, на этот раз во Францию, Бельгию и Нидерланды. Александр Александрович дал негативную оценку французских нравов:

Неотъемлемое качество французов (а бретонцев, кажется, по преимуществу) — невылазная грязь, прежде всего — физическая, а потом и душевная. Первую грязь лучше не описывать; говоря кратко, человек сколько-нибудь брезгливый не согласится поселиться во Франции.
Летом 1913 года Блок опять ездил во Францию (по совету докторов) и снова писал об отрицательных впечатлениях:

Биарриц наводнён мелкой французской буржуазией, так что даже глаза устали смотреть на уродливых мужчин и женщин… Да и вообще надо сказать, что мне очень надоела Франция и хочется вернуться в культурную страну — Россию, где меньше блох, почти нет француженок, есть кушанья (хлеб и говядина), питьё (чай и вода); кровати (не 15 аршин ширины), умывальники (здесь тазы, из которых никогда нельзя вылить всей воды, вся грязь остаётся на дне)…
В 1912 году Блок писал драму «Роза и Крест» о поисках сокровенного знания провансальского трубадура Бертрана де Борна. Пьеса была завершена в январе 1913 года, понравилась К. С. Станиславскому и В. И. Немировичу-Данченко, но драму так и не поставили в театре.
7 июля 1916 года Блока призвали на службу в инженерную часть Всероссийского земского союза, занимался строительством укреплений, был десятником, потом заведующим, должность включала распределение заданий и составление отчётов. Поэт служил в Белоруссии, в окрестностях Пинских болот. О своём тамошнем окружении он в ту пору писал жене: «Живём в деревне в хорошем домике — довольно дружно и весело (Идельсон, присяжный поверенный, Егоров, сын профессора, Попов, студент, Глинка, правнук композитора, Игнатов и я…)» (16 августа 1916 г.). А в письме матери поэт отмечает: «В избе три комнаты, блохи выведены. В одной спят Попов, Идельсон и Глинка, в другой — Игнатов, Егоров и я, в третьей (кухне) — хозяин или хозяйка и котёнок…» (21-28 августа, 4 сентября). По собственному признанию в письме матери, во время войны его основные интересы были «кушательные и лошадиные». На фронте Блок узнал о крушении монархии в феврале 1917 года.

### Революционные годы

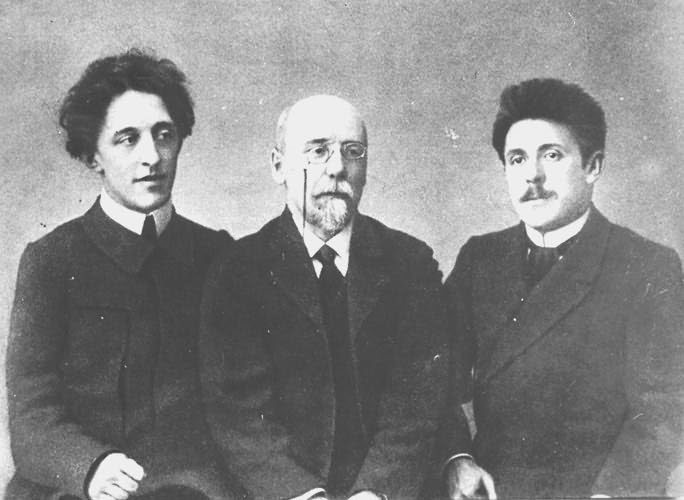
Блок, Сологуб и Чулков в 1908 году

Февральскую революцию Блок встретил со смешанными чувствами. Он отказался от эмиграции, считая, что должен быть с Россией в трудное время. В начале мая 1917 года был принят на работу в «Чрезвычайную следственную комиссию для расследования противозаконных по должности действий бывших министров, главноуправляющих и прочих высших должностных лиц как гражданских, так и военных и морских ведомств» в должности редактора. В августе Блок начал трудиться над рукописью, которую он рассматривал как часть будущего отчёта Чрезвычайной следственной комиссии и которая была опубликована в журнале «Былое» (№ 15, 1919) и в виде книжки под названием «Последние дни Императорской власти» (Петроград, 1921).
Октябрьскую революцию Блок сразу принял восторженно, но как стихийное восстание, бунт.
Затем настроения Блока менялись. В 1919 году он написал «Продолжение „Стихов о предметах первой необходимости“», в котором он переходит на сторону жертв революции — на сторону «господина», которому «пощады нет», и «прохожей дамы», с которой «вместе с кожей» был снят «каракульный жакет».
В январе 1920 года от воспаления лёгких умер отчим Блока генерал Франц Кублицкий-Пиоттух, которого поэт называл Францик. Блок забрал к себе жить свою мать. Но она и жена Блока не ладили между собой.
В январе 1921 года Блок по случаю 84-й годовщины смерти Пушкина выступил в Доме литераторов со своей знаменитой речью «О назначении поэта».

### Болезнь и смерть
Блок был одним из тех деятелей искусства Петрограда, кто не просто принял советскую власть, а согласился работать на её пользу.
На вопрос анкеты «Может ли интеллигенция работать с большевиками?» (14 января 1918 года) отвечал: «Может и обязана».

«Вне зависимости от личности, у интеллигенции звучит та же музыка, что и у большевиков.
Интеллигенция всегда была революционна. Декреты большевиков — это символы интеллигенции. Брошенные лозунги, требующие разработки. Земля Божия… разве это не символ передовой интеллигенции? Правда, большевики не произносят слова „Божья“, они больше чертыхаются, но ведь из песни слова не выкинешь».

На протяжении 1918—1920 годов Блока назначали и выбирали на разные должности в организациях, комитетах, комиссиях. Постоянно возрастающий объём работы подорвал силы поэта. Начала накапливаться усталость, Блок описывал своё состояние того периода словами «меня выпили». Этим же, возможно, и объясняется творческое молчание поэта, он писал в частном письме в январе 1919 года: «Почти год как я не принадлежу себе, я разучился писать стихи и думать о стихах…» Тяжёлые нагрузки в советских учреждениях и проживание в голодном и холодном революционном Петрограде окончательно расшатали здоровье поэта — у Блока развилась астма, появились психические расстройства, зимой 1920 года началась цинга.
Весной 1921 года Александр Блок вместе с Фёдором Сологубом просили выдать им выездные визы. Вопрос рассматривало Политбюро ЦК РКП(б). В выезде было отказано и вместо этого было постановлено «поручить Наркомпроду позаботиться об улучшении продовольственного положения Блока». Луначарский отмечал: «Мы в буквальном смысле слова, не отпуская поэта и не давая ему вместе с тем необходимых удовлетворительных условий, замучали его». Ряд историков полагает, что Ленин и Вячеслав Менжинский сыграли особо негативную роль в судьбе поэта, запретив больному выезд на лечение в санаторий в Финляндии, о чём, по ходатайству Максима Горького и Луначарского, шла речь на заседании Политбюро ЦК РКП(б) 12 июля 1921 года. Выхлопотанное Львом Каменевым и Анатолием Луначарским на последующем заседании Политбюро разрешение на выезд было подписано 23 июля 1921 года. Но, так как состояние Блока ухудшилось, 29 июля 1921 Горький просит разрешение на выезд и жене Блока как сопровождающему лицу. Уже 1 августа разрешение на выезд Л. Д. Блок подписано Молотовым, но Горький узнал об этом от Луначарского только 6 августа.

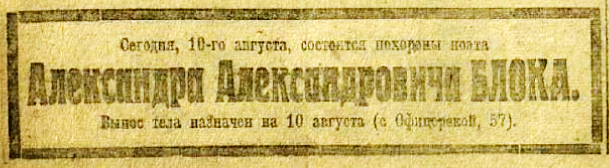
Объявление о смерти Блока в «Красной газете»

Оказавшись в тяжёлом материальном положении, поэт серьёзно болел и 7 августа 1921 года умер в своей последней петроградской квартире от воспаления сердечных клапанов на 41-м году жизни. За несколько дней до смерти по Петрограду прошёл слух, будто поэт сошёл с ума. Накануне смерти Блок долго бредил, одержимый единственной мыслью — все ли экземпляры «Двенадцати» уничтожены. Однако, поэт умер в полном сознании, что опровергает слухи о его помешательстве. Перед смертью, после получения отрицательного ответа на запрос о выезде на лечение за границу (от 12 июля), Блок сознательно уничтожил свои записи, отказывался от приёма пищи и лекарств. Как свидетельствует Владислав Ходасевич: «Блок умирал несколько месяцев… Он умер как-то „вообще“, оттого, что был болен весь, оттого, что не мог больше жить. Он умер от смерти».
Вот, что писала Мария Бекетова, тётка Блока, родная сестра его матери, в книге о последних днях своего великого племянника, с которым она жила вместе:

Со всех сторон предлагали деньги, доставляли лекарства, посылали шоколад и другие сладости. Любовь Дмитриевна (жена, 1881—1939) отказывалась от денег, так как их было достаточно, но приношения и услуги всегда принимала с благодарностью. По части еды она доставала всё, что можно было достать и что нравилось Ал. Ал. […] Булки, сахар, варенье, сливочное масло не сходили с его стола. Но ел он, к сожалению, мало. Только иногда просыпался аппетит и особая охота, например, к свежим ягодам.

Там же тётка поэта подчёркивала: «Я нарочно привожу все эти подробности, чтобы разрушить басню, которую досужие русские эмигранты сложили о голодающем Блоке, которого-де кормил из милости какой-то иностранец. Всё, что можно было сделать для него в Петрограде, делалось».

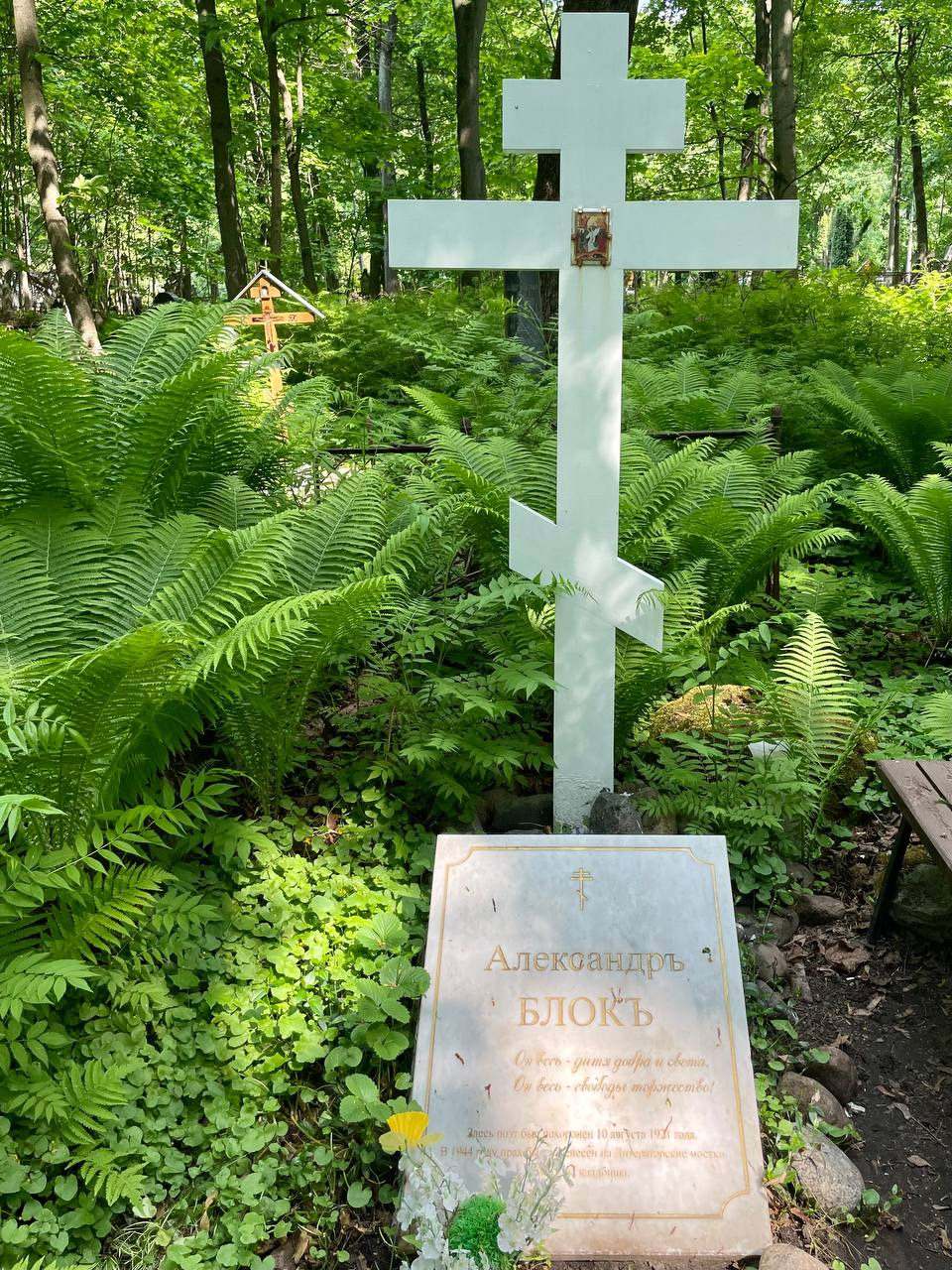
Первоначальное место захоронения Александра Блока на Смоленском православном кладбище

Александр Блок был похоронен на Смоленском православном кладбище Петрограда. Там же похоронены семьи Бекетовых и Качаловых, включая бабушку поэта Ариадну Александровну, с которой он находился в переписке. Отпевание было совершено протоиереем Алексеем Западаловым 10 августа (28 июля по старому стилю — день празднования Смоленской иконы Божией Матери) в церкви Воскресения Христова.

А Смоленская нынче именинница.

Синий ладан над травою стелется.

И струится пенье панихидное,

Не печальное нынче, а светлое.

…

Принесли мы Смоленской Заступнице

Принесли Пресвятой Богородице

На руках во гробе серебряном

Наше солнце, в муке погасшее,

Александра, лебедя чистого.
Анна Ахматова

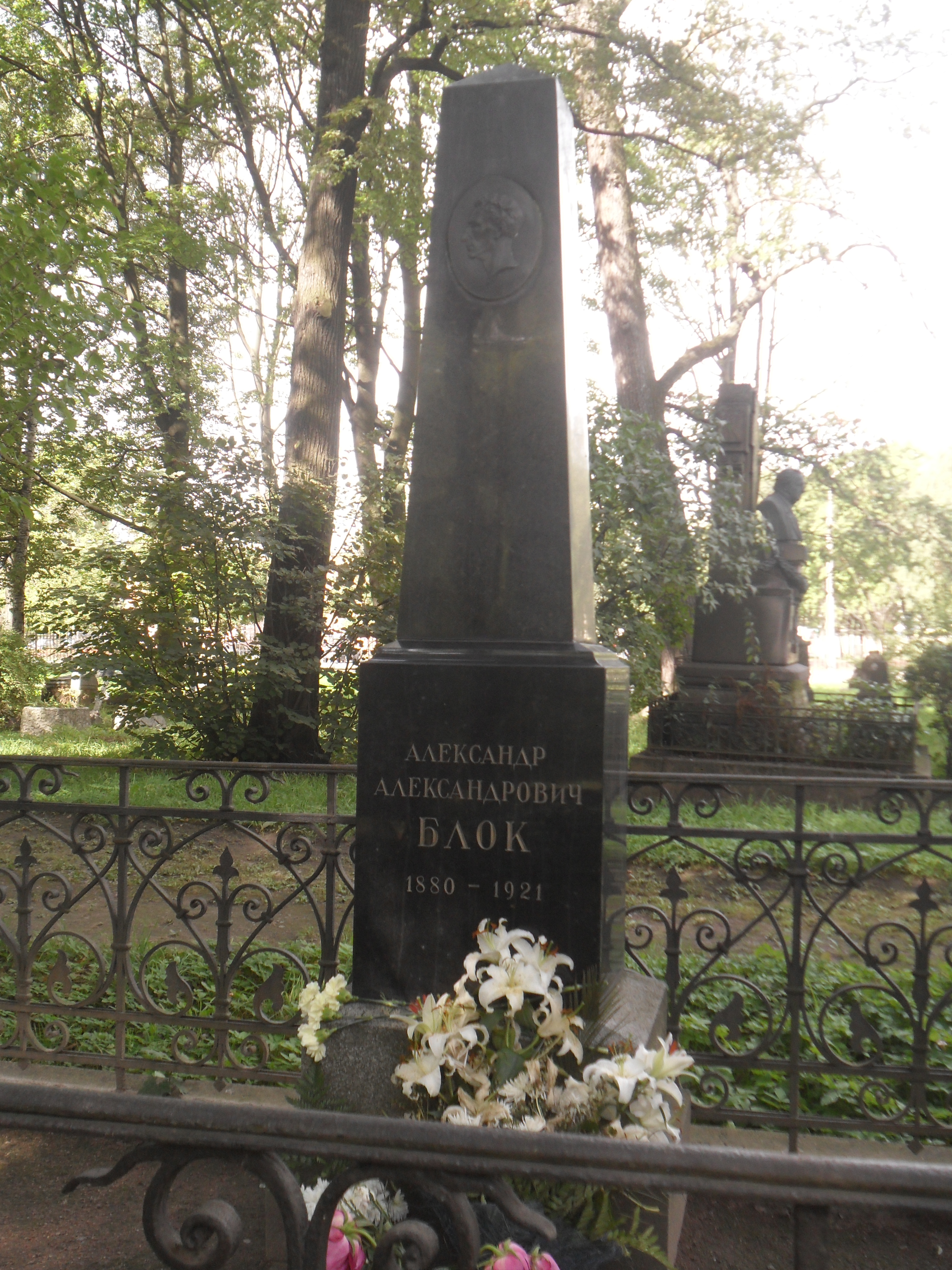
Могила Блока на Литераторских мостках в Санкт-Петербурге

В 1944 году прах Блока был перезахоронен на Литераторских мостках.

## Семья и родственники
Предполагаемым сыном А. Блока был журналист Александр Нолле (псевдоним Кулешов).
Родственники поэта проживали в Москве, Санкт-Петербурге, Томске, Риге, Риме, Париже и в Англии, среди них:
- Блок, Иван Львович (1858—1906) — дядя, российский государственный деятель, самарский губернатор.
- Блок, Георгий Петрович (1888—1962) — племянник, писатель и переводчик, в 1926 году — секретарь Соликамской геолого-разведывательной партии, находился на поселении в Соликамске.
- Бекетова, Ксения Владимировна (ум. 1942) — троюродная сестра, жила в Санкт-Петербурге.
- Берхман, Вера Константиновна (1888—1969) — троюродная сестра, жила в Санкт-Петербурге.
- Великотная, Татьяна Константиновна (1894—1942) — троюродная сестра, жила в Санкт-Петербурге.
- Енишерлов, Владимир Петрович (род. 1940) — троюродный племянник, главный редактор журнала «Наше наследие».

## Творчество

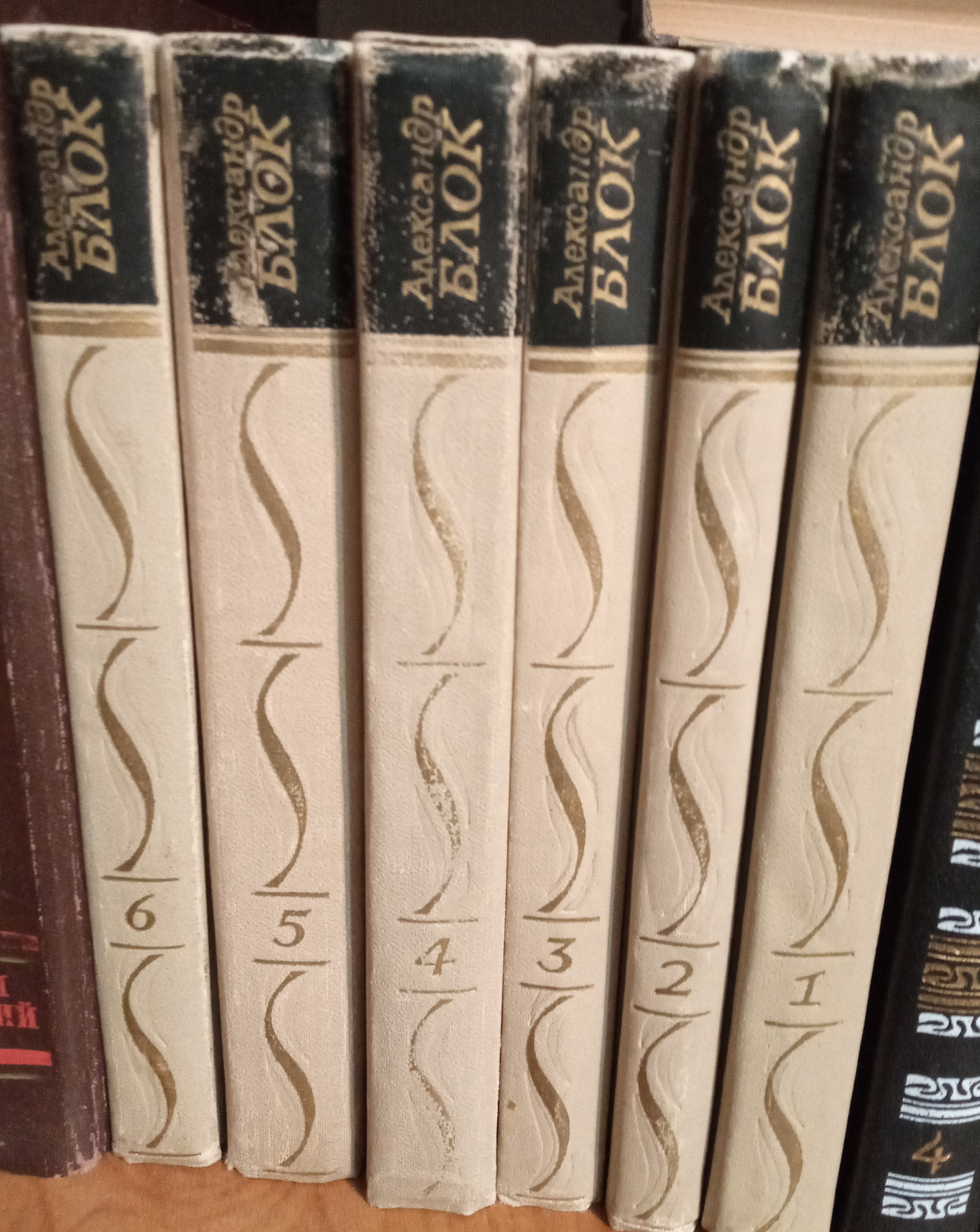
Собрание сочинений в 6-и томах Александр Блок. Москва, издательство «Правда», 1971

Начинал творить в духе символизма («Стихи о Прекрасной Даме», 1901—1902), ощущение кризиса которого провозгласил в драме «Балаганчик» (1906). Лирика Блока, по своей «стихийности» близкая музыке, формировалась под воздействием романса. Через углубление социальных тенденций (цикл «Город», 1904—1908), религиозного интереса (цикл «Снежная маска», Изд. «Оры», Санкт-Петербург 1907), осмысление «страшного мира» (одноимённый цикл 1908—1916), осознание трагедии современного человека (пьеса «Роза и крест», 1912—1913) пришёл к идее неизбежности «возмездия» (одноимённый цикл 1907—1913; цикл «Ямбы», 1907—1914; поэма «Возмездие», 1910—1921). Главные темы поэзии нашли разрешение в цикле «Родина» (1907—1916).
Парадоксальное сочетание мистического и бытового, отрешённого и повседневного вообще характерно для всего творчества Блока в целом. Это есть отличительная особенность и его психической организации, и, как следствие, его собственного, блоковского символизма. Особенно характерным в этой связи выглядит ставшее хрестоматийным классическое сопоставление туманного силуэта «Незнакомки» и «пьяниц с глазами кроликов». Блок вообще был крайне чувствителен к повседневным впечатлениям и звукам окружающего его города и артистов, с которыми сталкивался и которым симпатизировал.
До революции музыкальность стихов Блока убаюкивала аудиторию, погружала её в некий сомнамбулический сон. Позднее в его произведениях появились интонации отчаянных, хватающих за душу цыганских песен (следствие частых посещений кафешантанов и концертов этого жанра, в особенности, оперных представлений и концертов Любови Дельмас, с которой у Блока впоследствии был роман).
Особенностью поэтического стиля А. А. Блока является использование метафоры

Метафорическое восприятие мира он сам признает за основное свойство истинного поэта, для которого романтическое преображение мира с помощью метафоры — не произвольная поэтическая игра, а подлинное прозрение в таинственную сущность жизни
 в виде катахрезы, переходящей в символ. Новаторским вкладом Блока является использование дольника как единицы ритма стихотворной строки.

С Блока начинается … решительное освобождение русского стиха от принципа счёта слогов по стопам, уничтожение канонизированного Тредиаковским и Ломоносовым требования метрического упорядочения числа и расположения неударных слогов в стихе. В этом смысле все новейшие русские поэты учились у Блока.
Поначалу и Февральскую, и Октябрьскую революции Блок воспринял с готовностью, полной поддержкой и даже с восторгом, которого, впрочем, хватило чуть более чем на один короткий и тяжёлый 1918 год. Как отмечал Ю. П. Анненков,

в 1917—18 годах Блок, несомненно, был захвачен стихийной стороной революции. «Мировой пожар» казался ему целью, а не этапом. Мировой пожар не был для Блока даже символом разрушения: это был «мировой оркестр народной души». Уличные самосуды представлялись ему более оправданными, чем судебное разбирательство— (Ю. П. Анненков, «Воспоминания о Блоке»).
Эта позиция Блока вызвала резкие оценки ряда других деятелей литературы, в частности, И. А. Бунина:

Блок открыто присоединился к большевикам. Напечатал статью, которой восхищается Коган П. С. <…> Песенка-то вообще нехитрая, а Блок человек глупый. Русская литература развращена за последние десятилетия необыкновенно. Улица, толпа начала играть очень большую роль. Всё — и литература особенно — выходит на улицу, связывается с нею и подпадает под её влияние. <…> «В Жмеринке идёт еврейский погром, как и был погром в Знаменке…» Это называется, по Блокам, «народ объят музыкой революции — слушайте, слушайте музыку революции!»— (И. А. Бунин, «Окаянные дни»).
Октябрьскую революцию Блок пытался осмыслить не только в публицистике, но и, что особенно показательно, в своей не похожей на всё предыдущее творчество поэме «Двенадцать» (1918). Это яркое и в целом недопонятое произведение стоит совершенно особняком в русской литературе Серебряного века и вызывало споры и возражения (как слева, так и справа) в течение всего XX века. Как это ни странно, но ключ к реальному пониманию поэмы можно найти в творчестве популярного в дореволюционном Петрограде, а ныне почти забытого шансонье и поэта Михаила Савоярова, «грубоватое» творчество которого Блок высоко ценил и концерты которого посещал десятки раз. Если судить по поэтическому языку поэмы «Двенадцать», Блок по меньшей мере сильно изменился, его послереволюционный стиль стал почти неузнаваемым. Видимо он испытал на себе влияние человека, с которым в последние предреволюционные годы состоял в приятельских отношениях: певца, поэта и эксцентрика, Михаила Савоярова. По словам Виктора Шкловского, поэму «Двенадцать» все дружно осудили и мало кто понял именно потому, что Блока слишком привыкли принимать всерьёз и только всерьёз:

«Двенадцать» — ироническая вещь. Она написана даже не частушечным стилем, она сделана «блатным» стилем. Стилем уличного куплета вроде савояровских.

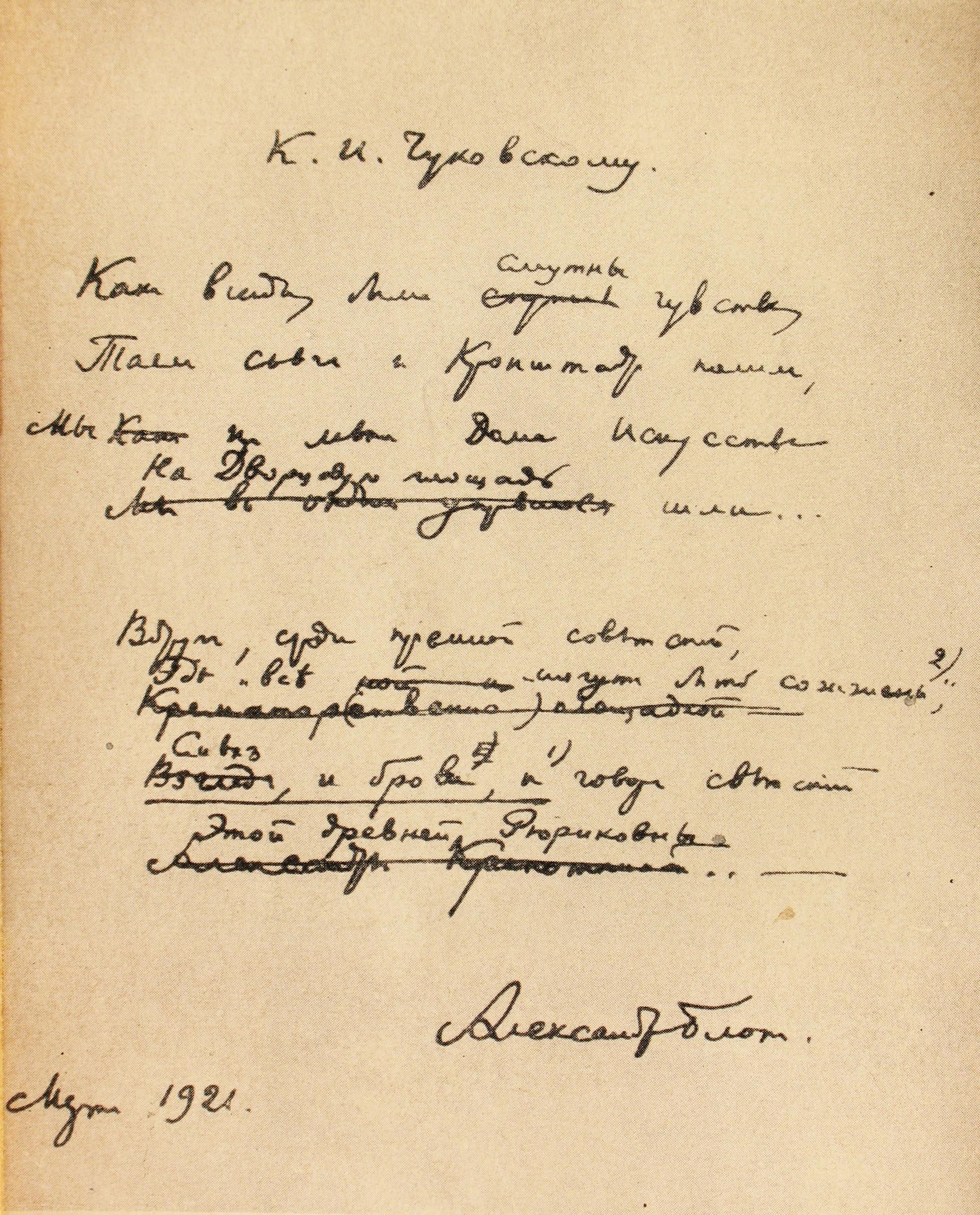
Одно из последних стихотворений Блока. Март 1921

В своей статье Шкловский (по гамбургскому счёту) говорил также о Савоярове, самом популярном в предреволюционные годы петроградском шансонье, довольно часто (хотя и не всегда) выступавшего в так называемом «рваном жанре». До неузнаваемости загримировавшись под бродягу-босяка, этот грубый куплетист появлялся на сцене в стилизованном наряде типичного уголовника. Прямое подтверждение этому тезису мы находим в записных книжках Блока. В марте 1918 года, когда его жена, Любовь Дмитриевна готовилась читать вслух поэму «Двенадцать» на вечерах и концертах, Блок специально водил её на савояровские концерты, чтобы показать, каким образом и с какой интонацией следует читать эти стихи. В бытовой, эксцентричной, даже эпатирующей…, но совсем не «символистской», театральной, привычно «блоковской» манере…:544 Судя по всему, Блок полагал, что читать «Двенадцать» нужно именно в той жёсткой блатной манере, как это делал Савояров, выступая в амплуа питерского уголовника (или босяка). Однако сам Блок в таком хара́ктерном образе читать не умел и не научился. Для такого результата ему пришлось бы самому стать, как он выразился, «эстрадным поэтом-куплетистом»:544. Именно таким образом поэт мучительно пытался отстраниться от кошмара окружавшей его в последние 3 года петроградской (и российской) жизни…, то ли уголовной, то ли военной, то ли какого-то странного междувременья…
В поэме «Двенадцать» разговорная и вульгарная речь не только была введена в поэму, но и заместила собой голос самого автора. Языковой стиль поэмы «Двенадцать» был воспринят современниками не только как глубоко новый, но и как единственно возможный в тот момент.
По оценке Алексея Ремизова 

Когда я прочитал «Двенадцать», меня поразила словесная материя — музыка уличных слов и выражений — подскреб слов неожиданных у Блока… В «Двенадцати» всего несколько книжных слов! Вот она какая музыка, подумал я. Какая выпала Блоку удача: по-другому передать улицу я не представляю возможным. Тут Блок оказался на высоте словесного выражения.
В феврале 1919 года Блок был арестован Петроградской ЧК. Его подозревали в участии в левоэсеровском заговоре. На третий день, после двух долгих допросов Блока всё же освободили, так как за него вступился А. В. Луначарский. Однако даже эти полтора дня тюрьмы надломили его. В 1920 году Блок записал в дневнике: 

…под игом насилия человеческая совесть умолкает; тогда человек замыкается в старом; чем наглей насилие, тем прочнее замыкается человек в старом. Так случилось с Европой под игом войны, с Россией — ныне.
Переосмысление революционных событий и судьбы России сопровождалось для Блока глубоким творческим кризисом, депрессией и прогрессирующей болезнью. После всплеска января 1918 года, когда были разом созданы «Скифы» и «Двенадцать», Блок совсем перестал писать стихи и на все вопросы о своём молчании отвечал: «Все звуки прекратились… Разве вы не слышите, что никаких звуков нет?» А художнику Ю. П. Анненкову, автору кубистических иллюстраций к первому изданию поэмы «Двенадцать», он жаловался: «Я задыхаюсь, задыхаюсь, задыхаюсь! Мы задыхаемся, мы задохнёмся все. Мировая революция превращается в мировую грудную жабу!».
Последним воплем отчаяния стала прочитанная Блоком в феврале 1921 года речь на вечере, посвящённом памяти А. С. Пушкина. Эту речь слушали и Анна Ахматова, и Николай Гумилёв, явившийся на чтение во фраке, под руку с дамой, дрожавшей от холода в чёрном платье с глубоким вырезом (зал, как и всегда в те годы, был нетопленый, изо рта у всех явственно шёл пар). Блок стоял на эстраде в чёрном пиджаке поверх белого свитера с высоким воротником, засунув руки в карманы. Процитировав знаменитую строку Александра Пушкина: «На свете счастья нет, но есть покой и воля…» — Блок повернулся к сидевшему тут же на сцене обескураженному советскому бюрократу (из тех, которые по язвительному определению Андрея Белого, «ничего не пишут, только подписывают») и отчеканил:

…покой и волю тоже отнимают. Не внешний покой, а творческий. Не ребяческую волю, не свободу либеральничать, а творческую волю — тайную свободу. И поэт умирает, потому что дышать ему уже нечем: жизнь для него потеряла смысл.
Поэтические произведения Блока переведены на многие языки мира.

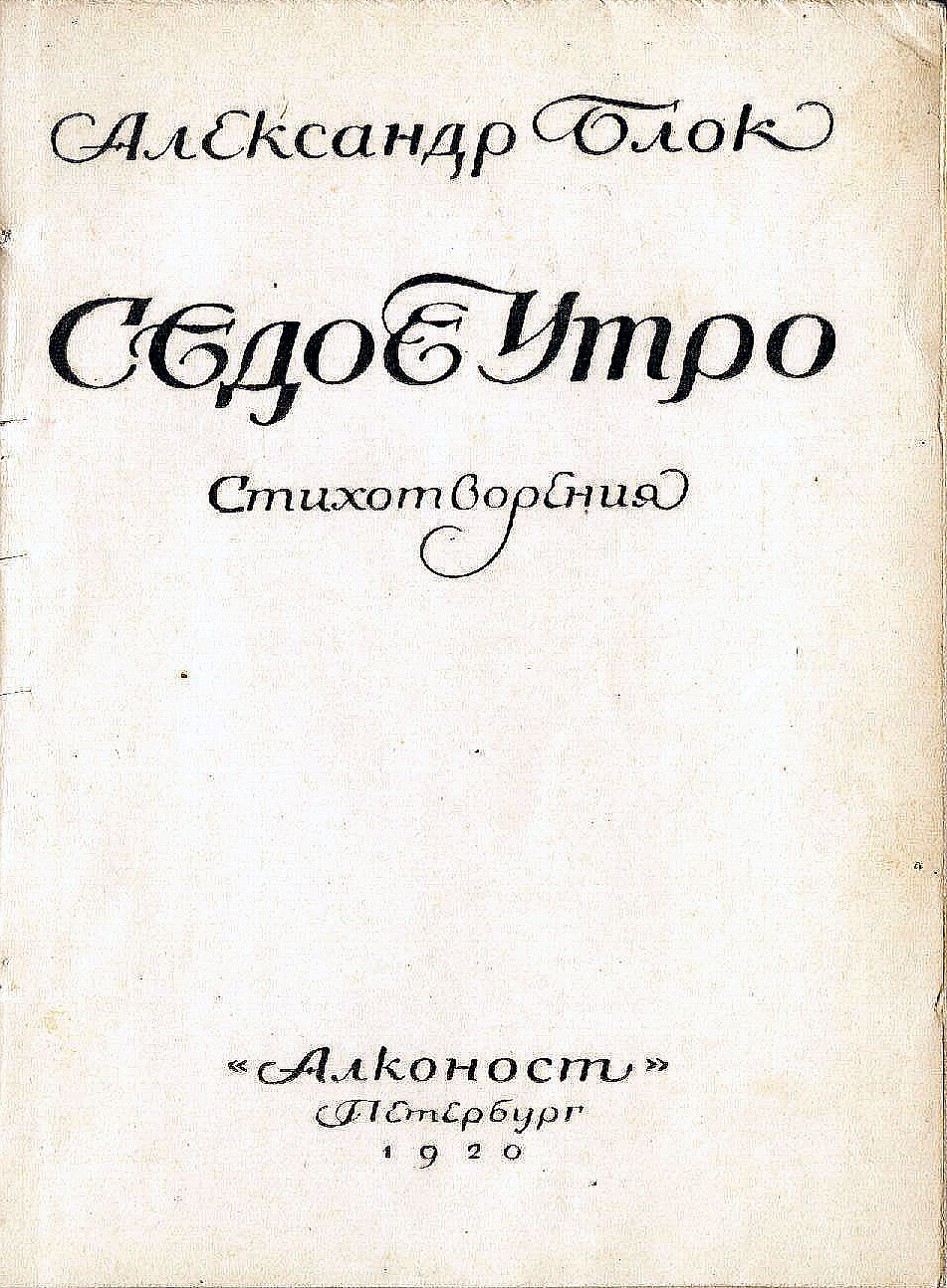
Александр Блок. Седое утро. Стихотворения. 1920. Титульный лист
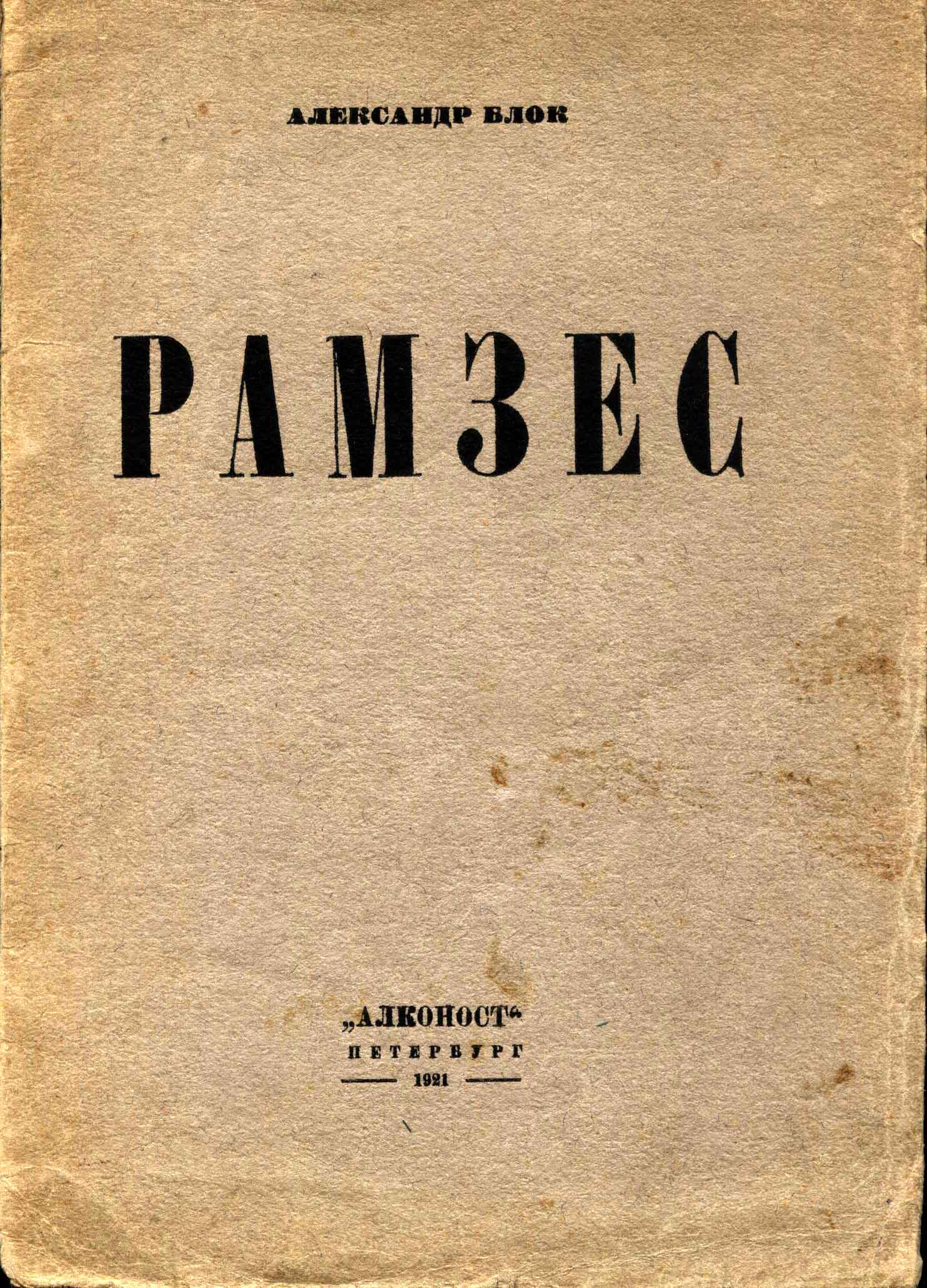
Александр Блок. Рамзес. Сцены из жизни Древнего Египта. 1921. Обложка
Александр Блок. Отроческие стихи. 1923. Обложка
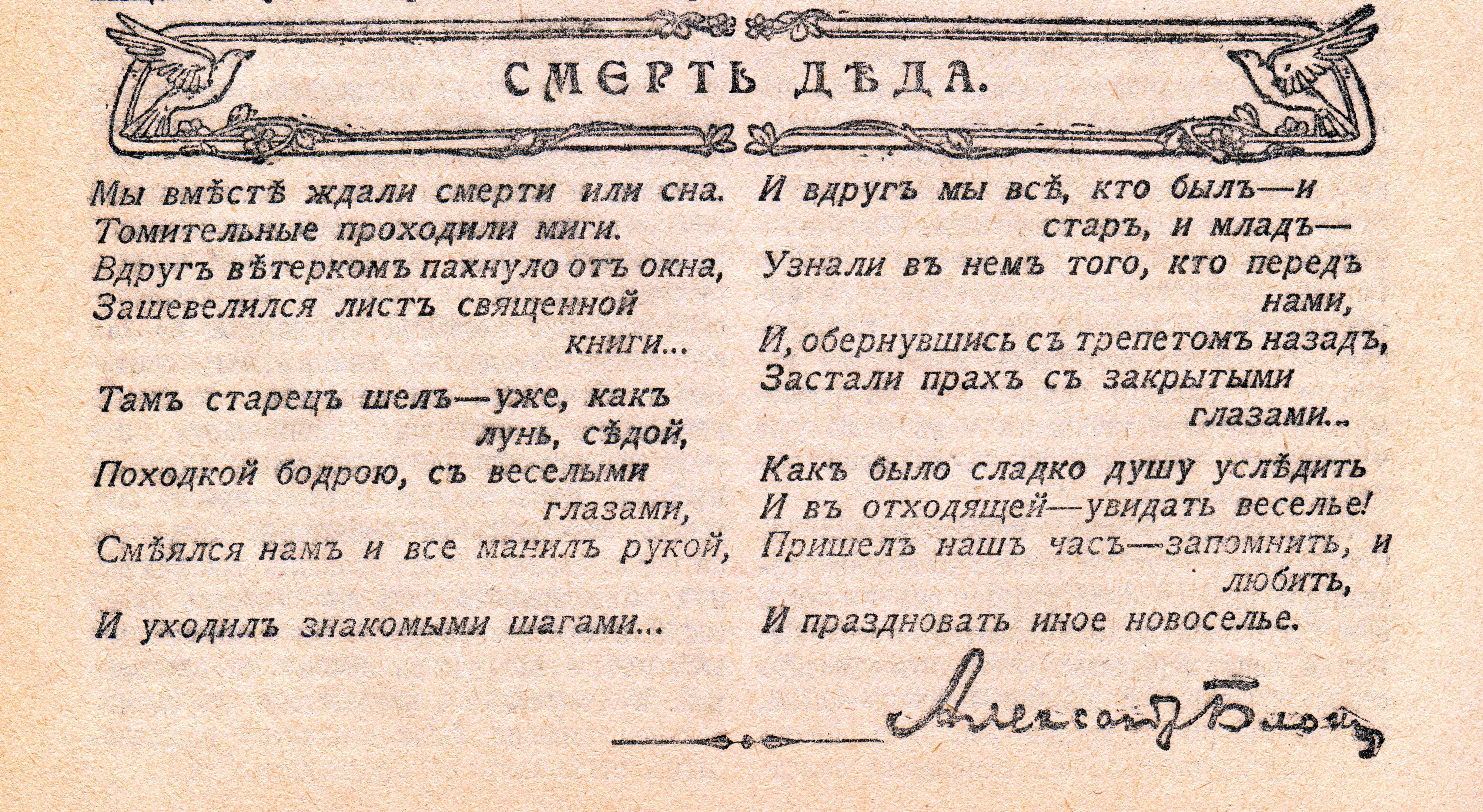
Стихотворение Блока «Смерть деда» с факсимильной подписью
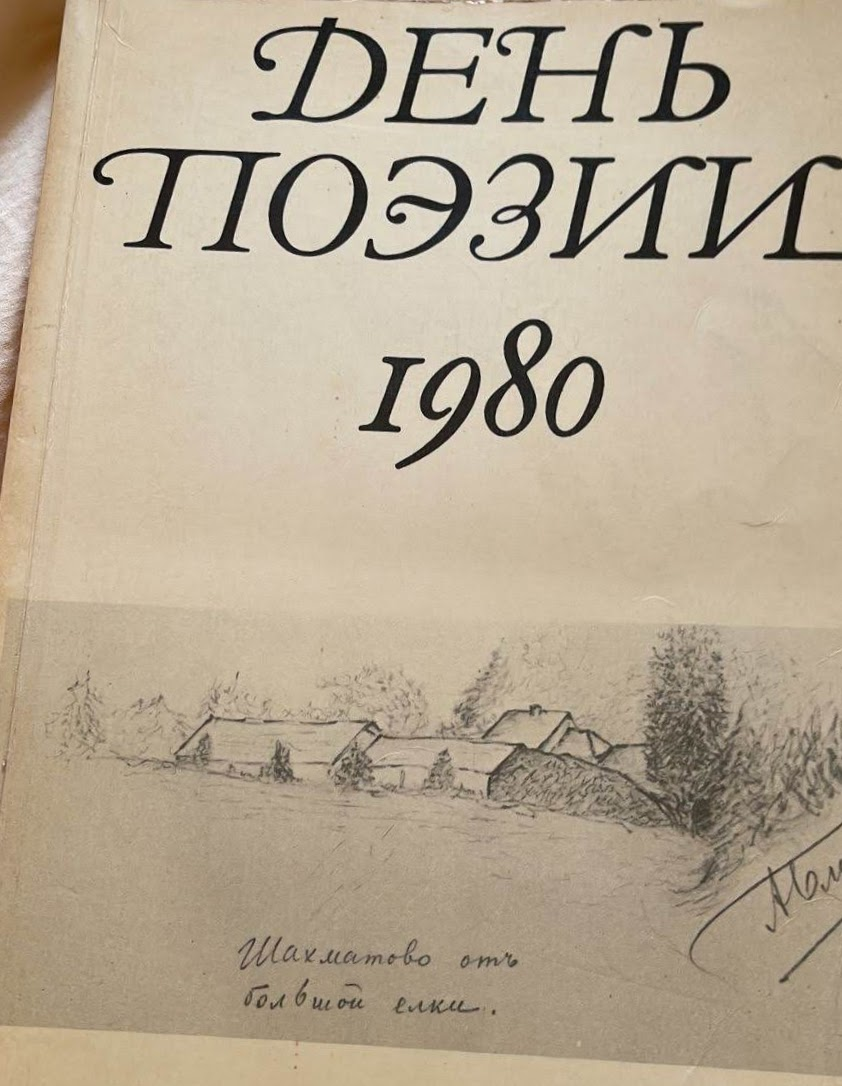
Рисунок «Шахматово от большой елки» Александра Блока с автографом на обложке сборника «День поэзии», 1980 к столетию со дня рождения Александра Блока посвящена «Блоковская тетрадь»

## Память

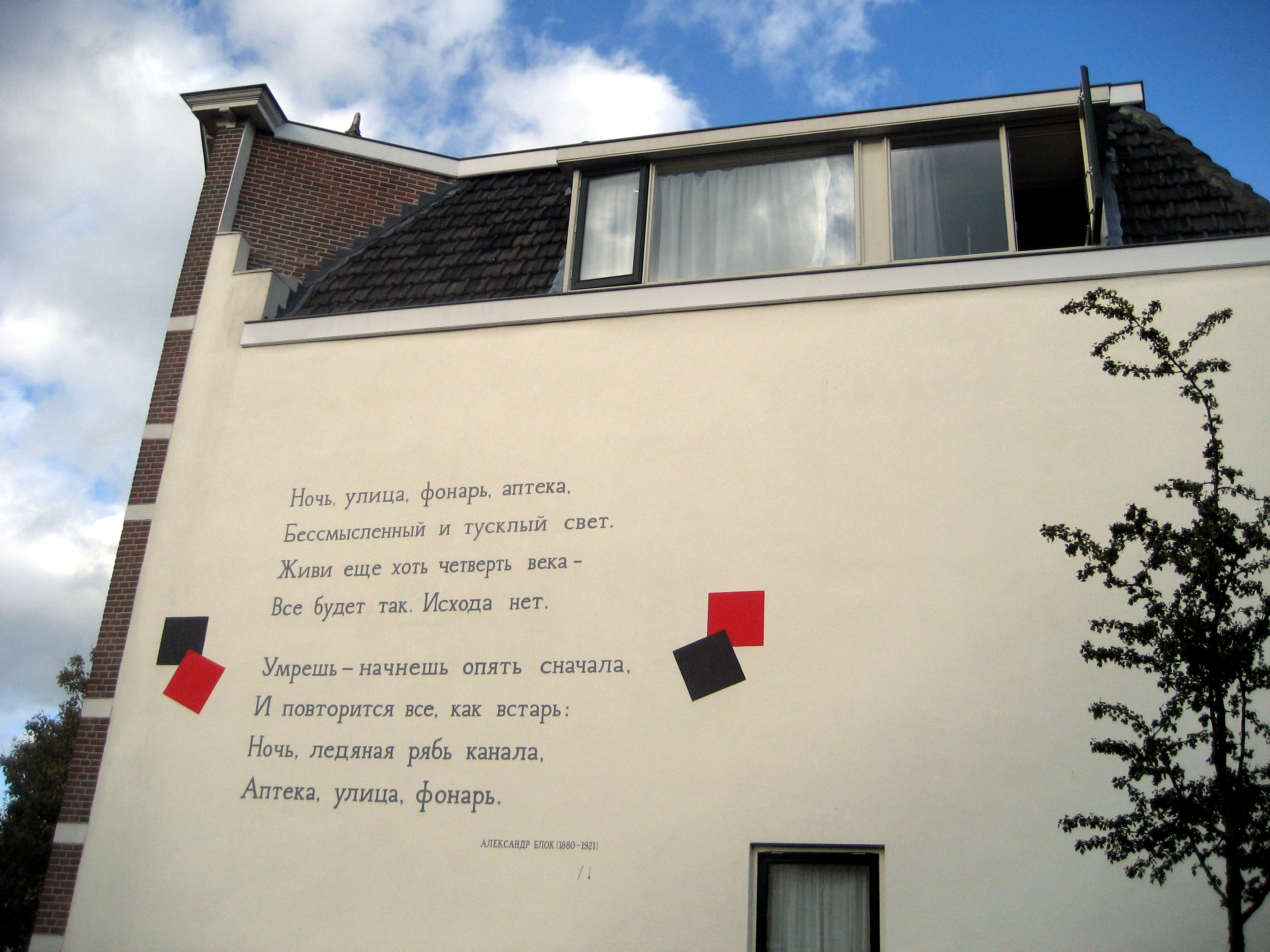
Стихотворение Александра Блока на стене одного из домов в Лейдене (Нидерланды)

- Музей-квартира А. А. Блока в Санкт-Петербурге располагается на Улице Декабристов (б. Офицерской), 57. В январе 2023 года состоялось открытие памятника около музея[37].
- Государственный историко-литературный и природный музей-заповедник А. А. Блока в Шахматово
- Библиотека-музей А. Блока в агрогородке Лопатино Пинского района Брестской области Беларуси с двумя тысячами экспонатов[38].
- Памятник Блоку в Москве, на улице Спиридоновка.
- Его стихотворение «Ночь, улица, фонарь, аптека» превращено в памятник на одной из улиц Лейдена. Блок стал третьим поэтом после Марины Цветаевой и Уильяма Шекспира, чьи стихи были нанесены на стены домов этого города в рамках культурного проекта «Wall poems»[39].
- На месте первоначального захоронения Александра Блока на Смоленском кладбище установлен крест, скамейка и небольшой памятник-кенотаф. На «Литераторских мостках» памяти поэта посвящён обелиск из чёрного мрамора с портретом-барельефом и мемориальной надписью.

### Названия, данные в честь Блока
- Лицей № 1 имени А. Блока в городе Солнечногорске.
- 22 февраля 1939 года бывшая Заводская улица в Ленинграде, находящаяся неподалёку от последней квартиры Блока, была переименована в улицу Александра Блока[40].
- В память об Александре Блоке названы улицы в Киеве, Красногорске, Ростове-на-Дону, Усть-Абакане, Южно-Сахалинске и в других населённых пунктах государств бывшего СССР.
- Именем поэта назван астероид (2540) Блок[41].

### В филателии

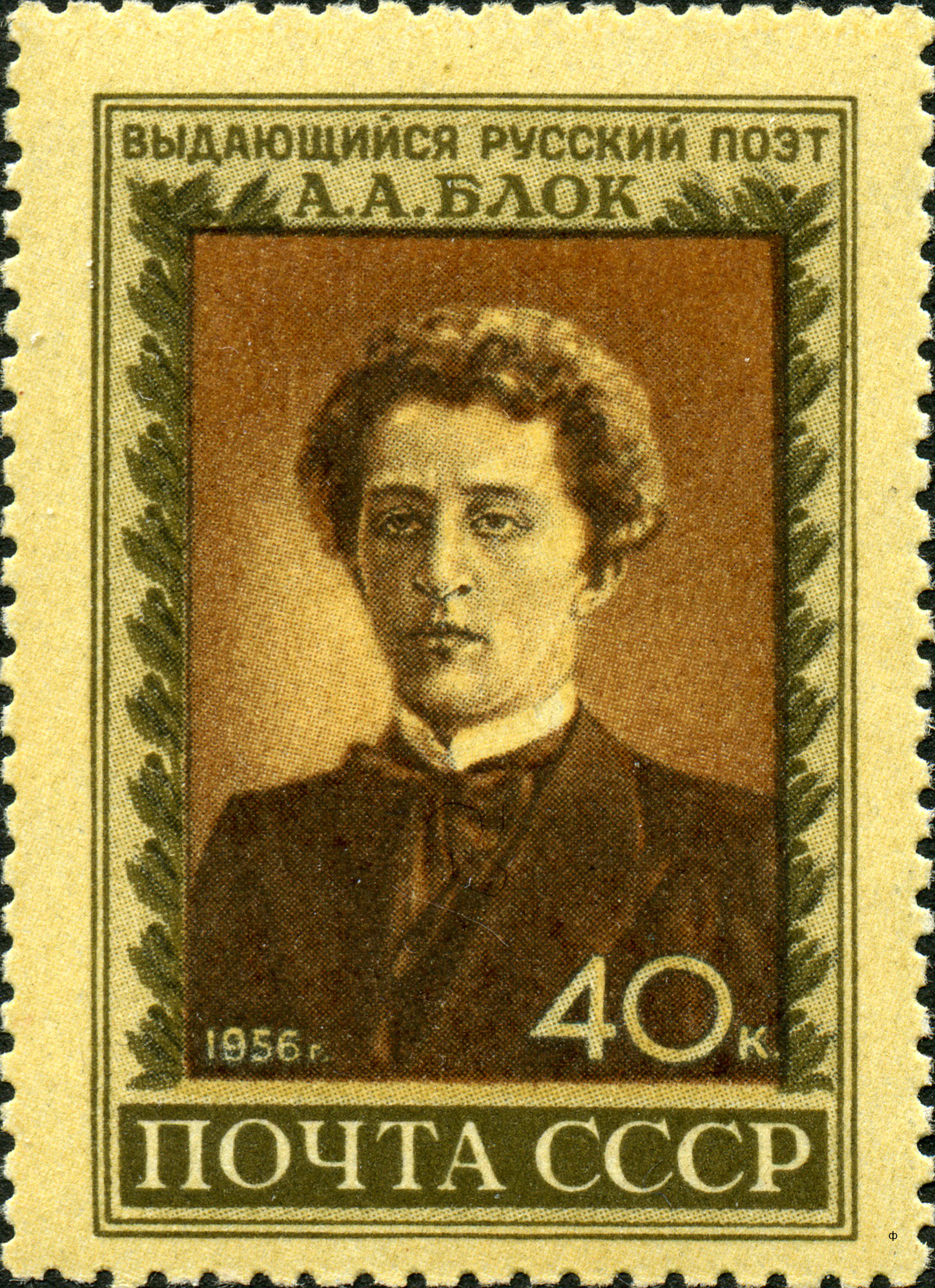
Почтовая марка СССР, 1956 год
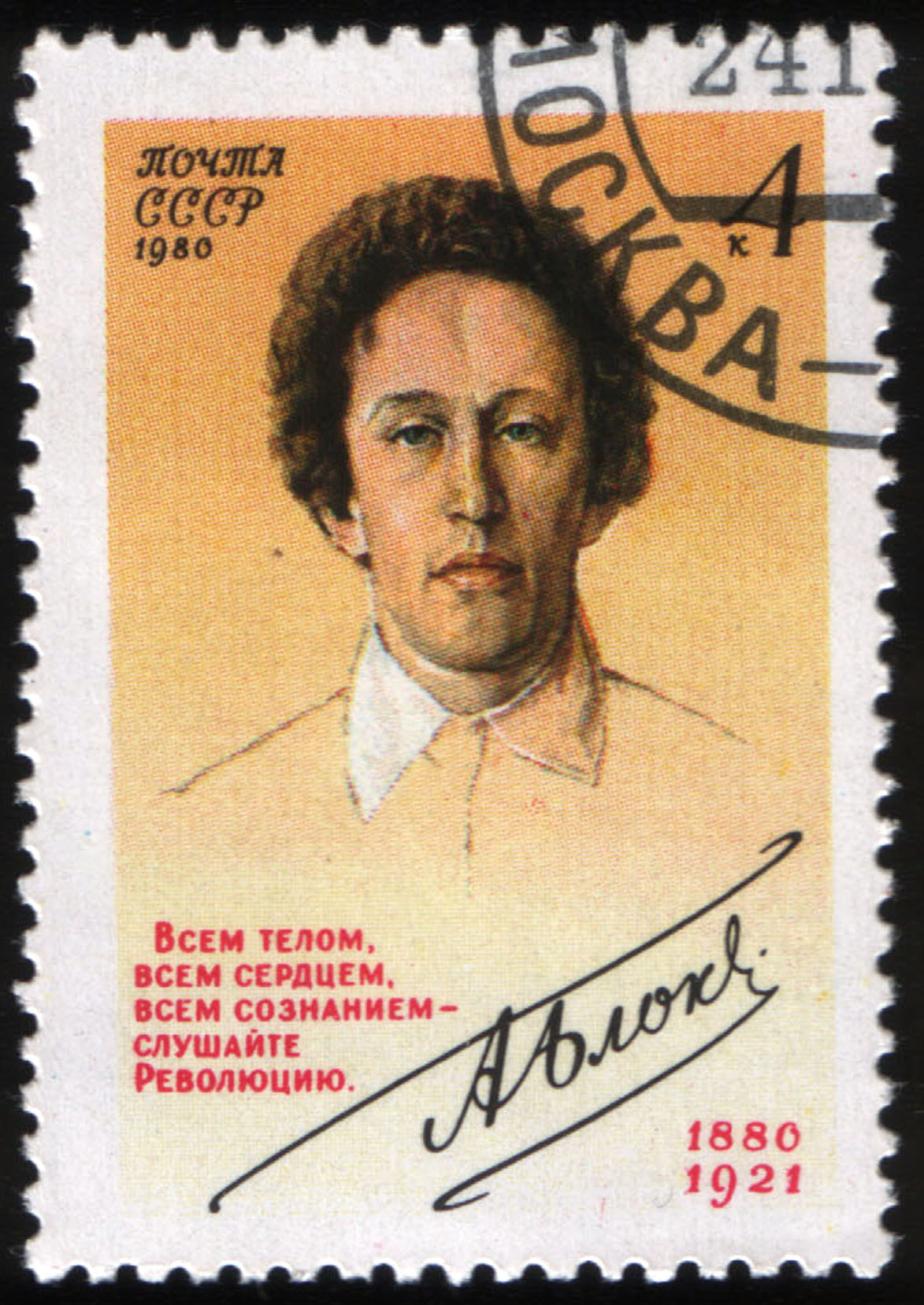
Почтовая марка СССР, посвящённая Блоку, 1980 год (ЦФА 5128, Скотт 4880)

### В кино
К столетию поэта в СССР был снят телефильм «И вечный бой… Из жизни Александра Блока» (в роли Блока снимался Александр Иванов). Образ Блока также появляется в фильмах «В дни Октября», 1958 (играл Игорь Дмитриев), «Доктор Живаго», 2002 (играл Дэвид Фишер), «Гарпастум», 2005 (Гоша Куценко), «Есенин», 2005 (Андрей Руденский), «Луна в зените», 2007 (Александр Безруков).

#### Документальные фильмы
- «Александр Блок. „Я медленно сходил с ума“» («Первый канал», 2016)[42][43].

### Места, связанные с Блоком

#### Санкт-Петербург / Петроград

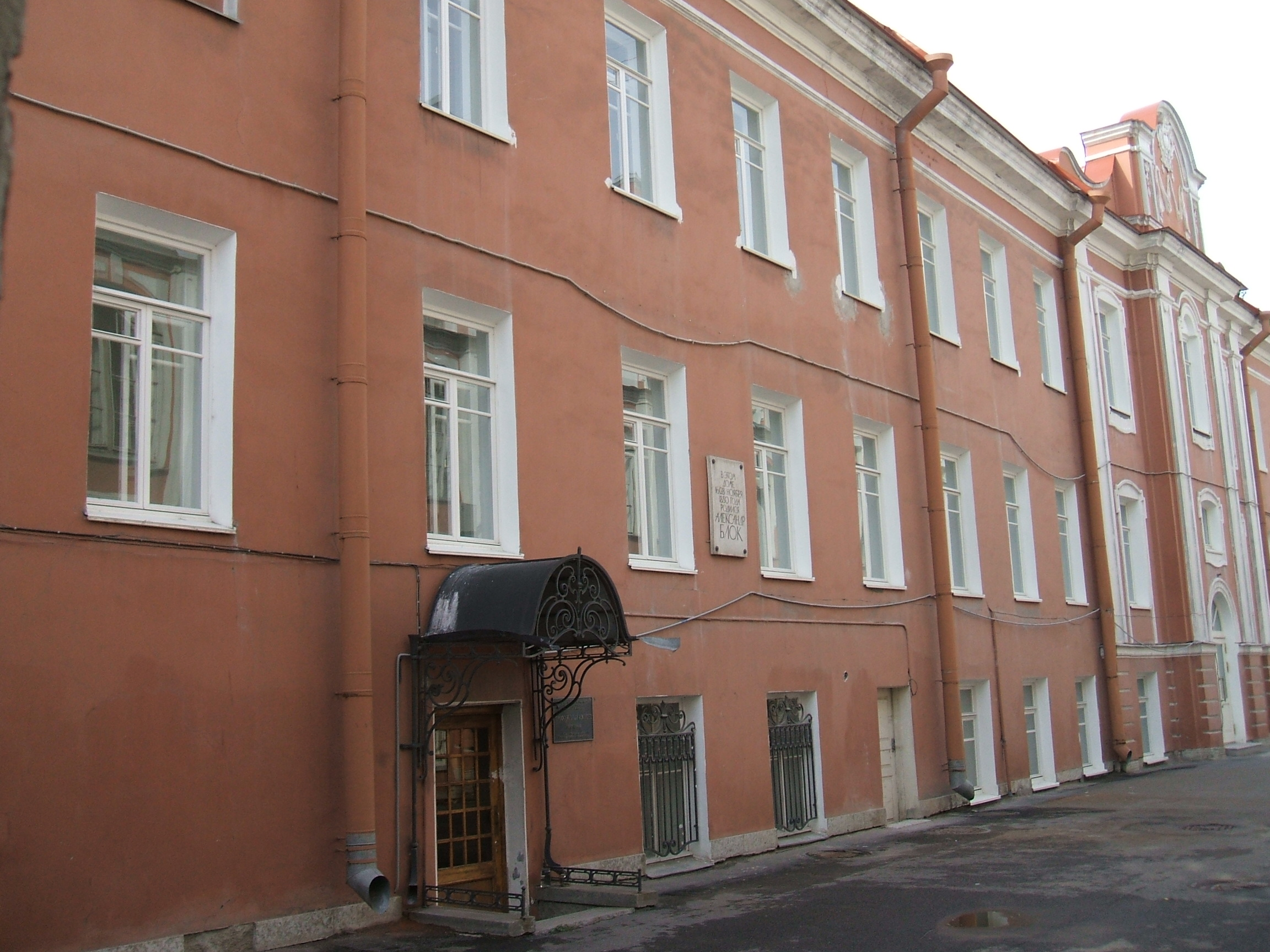
«Ректорский флигель» СПб университета, где родился и жил А. Блок

- 16 ноября 1880—1883 — «ректорский флигель» Санкт-Петербургского Императорского университета — Университетская набережная, 9 (в 1974 году в память рождения Александра Блока здесь открыта мраморная мемориальная доска, архитектор Татьяна Милорадович);
- 1883—1885 — доходный дом — Пантелеймоновская улица, 4;
- 1885—1886 — доходный дом — Ивановская (ныне Социалистическая) улица, 18;
- 1886—1889 — доходный дом — Большая Московская улица, 9;

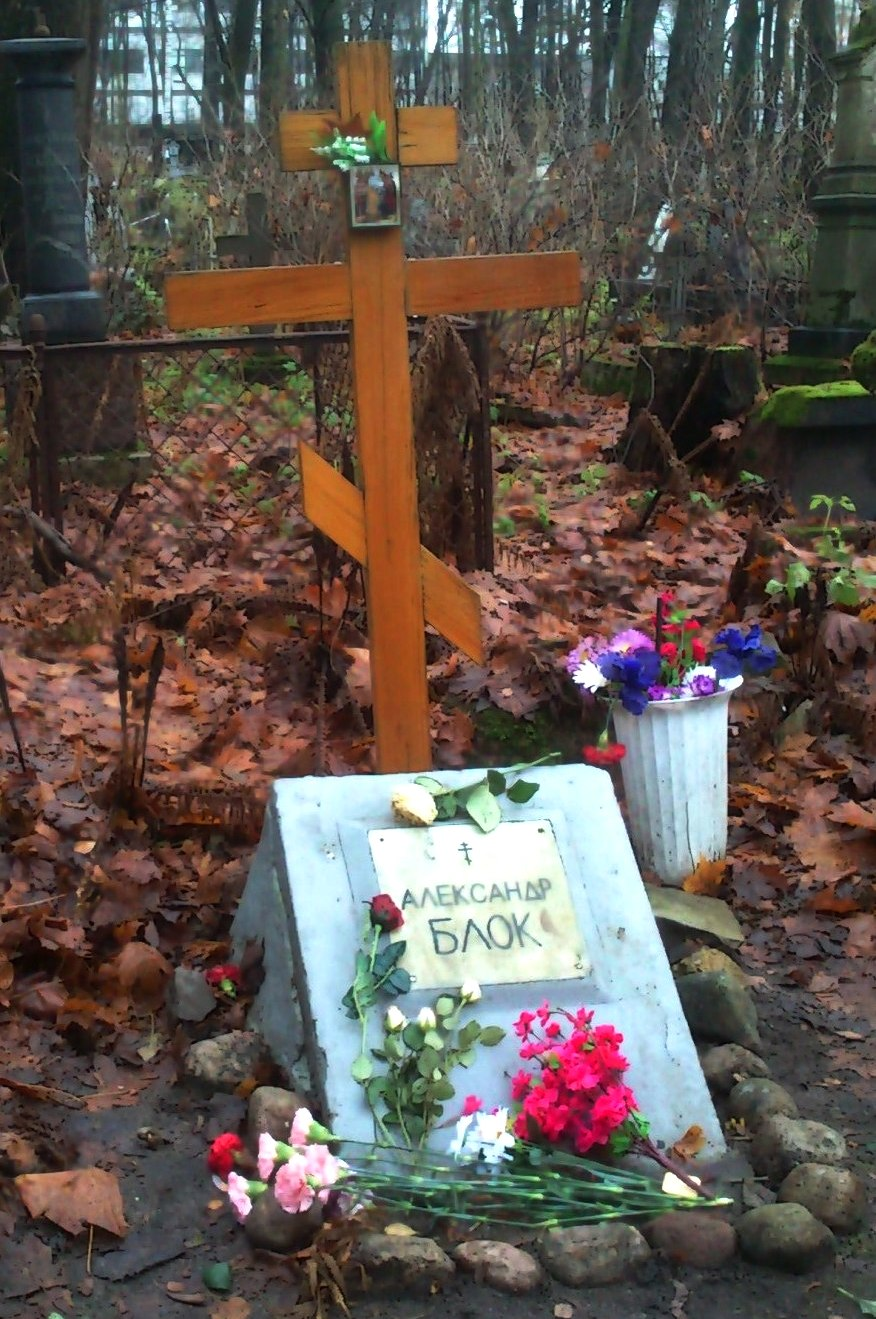
Кенотаф Александра Блока на Смоленском кладбище в Санкт-Петербурге

- 1889—1906 — квартира Франца Кублицкого-Пиоттух в офицерских казармах лейб-гвардии Гренадерского полка — Петербургская (ныне — Петроградская) набережная, 44 (в 1980 году установлена гранитная мемориальная доска, архитектор Татьяна Милорадович);
- 1902—1903 — меблированная комната на Серпуховской улице, 10, где Блок и Менделеева жили до свадьбы. Через год от комнаты пришлось отказаться, так как полиция потребовала паспорт Блока на прописку.
- сентябрь 1906 — осень 1907 года — доходный дом — Лахтинская улица, 3, кв. 44;
- осень 1907—1910 — дворовый флигель особняка А. И. Томсен-Боннара — Галерная улица, 41 (квартира № 4);
- 1910—1912 — доходный дом — Большая Монетная улица, 21/9, кв. 27;
- 1912—1920 — доходный дом М. Е. Петровского — Офицерская улица (с 1918 года — улица Декабристов), 57, кв. 21 (позднее из-за уплотнения им пришлось переехать в квартиру № 23, которую тогда снимала мать поэта);
- 1914 — Тенишевское училище в Санкт-Петербурге. В апреле 1914 года здесь, в постановке Всеволода Мейерхольда, состоялась премьера лирической драмы «Незнакомка» и третья редакция мейерхольдовской интерпретации блоковского «Балаганчика», на которых присутствовал поэт[9].
- 06.08.1920 — 07.08.1921 — доходный дом М. Е. Петровского — улица Декабристов, 57, кв. 23 (имеется мемориальная доска, установленная в 1946 году).

#### Москва
- Улица Спиридоновка, дом № 6 — в этом доме, на втором этаже зимой 1903—1904 годов жил поэт.

#### Белоруссия

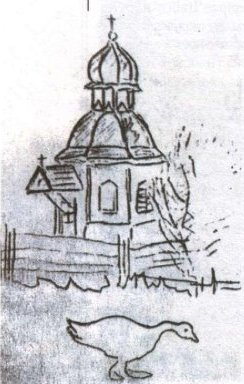
Александр Блок. Часовня в Колбах

В августе 1916 года побывал в Белоруссии, когда по её территории катилась «война с германцами». Полесские дороги поэта — от Парахонска до Лунинца, далее до деревушки Колбы Пинского района. По пути на Пинщину он останавливался в Могилёве и Гомеле, осматривал достопримечательности, в особенности дворец Румянцевых—Паскевичей.
Запись в дневнике: «Тема для фантастического рассказа: „Три часа в Могилёве на Днепре“. Высокий берег, белые церкви над месяцем и быстрые сумерки». Видимо, рассказ о Могилёве Блок написал, но не успел опубликовать. Вместе с другими рукописями он был уничтожен в усадьбе Шахматово во время пожара в 1921 году.

#### Эстония
В 1907—1910 годах останавливался у матери, проживавшей в Ревеле (ныне Таллин), в доме № 10 на Малой Батарейной улице (ныне Вяйке-Патарей). На стене здания со стороны улицы прикреплена гранитная памятная доска.

### Сборники, циклы
- Стихи о Прекрасной Даме. — Москва: Гриф, 1905. — 135, [4] с.
- Нечаянная радость. Второй сборник стихов / Александр Блок; Виньетки в тексте Вас. Милиоти. — Москва: Скорпион, 1907. — [8], 163, [7] с.
- Снежная маска. — Санкт-Петербург: Оры, 1907. — 80, [4] с.
- Земля в снегу. Третий сборник стихов. — Москва: журн. «Золотое руно», 1908. — 194 с.
- Лирические драмы: Балаганчик; Король на площади; Незнакомка. «Музыка к Балаганчику» / [Соч.] М. А. Кузмина / Александр Блок; Обл. работы К. А. Сомова. — Санкт-Петербург: Шиповник, 1908. — 170 с.
- Ночные часы. Четвёртый сборник стихов. — Москва: Мусагет, 1911. — 143 с.
- Собрание стихотворений в трёх книгах. — М.: Изд. Мусагет, 1911—1912.
- Сказки (Стихи для детей). — М.: Изд. Сытина, 1912.
- Круглый год (Стихи для детей). — М.: Изд. Сытина, 1912.
- Стихи о России. — СПб.: Журн. «Отечество», 1915. — 43, [2] с.
- Стихотворения в трёх книгах. — М.: Изд. Мусагет, 1916.
- Двенадцать. — [2-е изд.] — Рис. Ю. Анненкова. — Петербург: Изд. Алконост, 1918.
- Двенадцать: [поэма] / рис. Ю. Анненкова. — [3-е изд.]. — Петербург: Алконост, 1918. — 61, [1] с.
- Соловьинный сад. — Петербург: Алконост, 1918.
- Ямбы: (Современные стихи) (1907—1914). — Худож. обложки Н. Н. Купреянова; марка Ю. Анненкова. — Петербург: Алконост, 1919. — 33 с.
- Песня судьбы. Драматическая поэма. — Петербург: Алконост, 1919.
- За гранью прошлых дней. — Петербург: З. И. Гржебин, 1920. — 96 с.
- Седое утро: стихотворения. — Петербург: Алконост, 1920. — 103 с.
- Двенадцать. — София: Российско-болгарское книгоиздательство, 1920.
- Двенадцать. — [4-е изд.] — Худ. обложки В. Замирайло; марка Ю. Анненкова. — Петербург: Изд. Алконост, 1921. — 34 с. — 3000 экз.
- Возмездие. — Худ. В. Д. Замирайло. — Пб.: Алконост, 1922. — 111 с.
- Двенадцать. Скифы. — [6-е изд.] — Худ. обложки В. Д. Замирайло. — Петроград; М.: Изд. «Петроград», 1924. — 32 с.
- Стихи (1898—1921) не вошедшие в собрания сочинений. — Предислов. Л. Блок. — Л.—М.: Изд. «Петроград», 1925. — 312 с. — 5000 экз.

### Переводы
- Грильпальцер Ф. Праматерь / Пер. Александра Блока; [С предисл. пер.] — Спб.: Пантеон, [ноябрь 1908] (Тип. Герольда) — [1—7], 8—187, [4] с. — (Мировая литература

### Драматургия
- Театр: Балаганчик; Король на площади; Незнакомка; Роза и крест. — М.: Мусагет, 1916.
- О любви, поэзии и государственной службе: Диалог. — Берлин: Скифы, [1920]. — 18 с.

### Собрание сочинений, избранные произведения
- Собрание стихотворений. Кн. 1—3. — М.: «Мусагет», 1911—1912; 2-е изд., 1916
- Собрание сочинений Александра Блока. — Петербург: «Алконост», 1922
- Собрание сочинений. т. 1—9. — Берлин: «Эпоха», 1923
- Собрание сочинений. Т. 1—12. — Л.: изд. писателей [1932—36].
- Сочинения в одном томе: Стихотворения. Поэмы. Театр. Статьи и речи. Письма / Ред., вступ. статья: [«Александр Блок», с. III—XXIV] и примеч. Вл. Орлова. — Москва; Ленинград: Гослитиздат, 1946 (Ленинград: Тип. «Печатный двор»). — XXIV, 662 с.
- Собрание сочинений. Т. 1—8. — М.— Л.: ИХЛ, 1960—63. 200 000 экз. Дополнительным томом без номера к этому собранию вышли «Записные книжки» в 1965 г. — 100 000 экз.
- Собрание сочинений в шести томах. Т. 1—6. — М.: Правда, 1971. — 375 000 экз.
- Собрание сочинений в шести томах. Т. 1—6. — Л.: Художественная литература, 1980—1983, 300 000 экз.
- Собрание сочинений в шести томах. Т. 1—6. — М.: ТЕРРА, 2009
- Избранные произведения. — К.: Веселка, 1985
- Записные книжки. 1901—1920. — М.: ИХЛ, 1965.
- Полное собрание сочинений и писем в 20 томах. М., «Наука», 1997—н. в.

### Блок и революция
- Блок А. А. Михаил Александрович Бакунин // Блок А. А. Собрание сочинений в 6 томах. Л.: 1982. — Т.4. (Написано в 1906 году, впервые напечатано: Перевал. 1907. № 4 (февраль)).
- Последние дни Императорской власти: По неизданным документам составил Александр Блок. — Петроград: Алконост, 1921.

### Публицистика
- Россия и интеллигенция. [1907—1918] / Александр Блок; Партия левых социалистов-революционеров [интернационалистов]. — Москва: Рев. социализм, 1918. — 40 с.
- Россия и интеллигенция. Статьи. — Пб.: Алконост, 1919.
- О литературе / Александр Блок; ред., вступ. ст. и коммент. В. В. Гольцева; предисл. П. С. Когана. — Москва: Федерация, 1931. — 337, [2] с.

### Составление
- Собрание стихов Аполлона Григорьева. — Состав. и прим. А. Блок. — М.: Изд. Некрасова, 1916.

### Переписка
- Письма Александра Блока. — Л.: Колос, 1925.
- Письма Александра Блока к родным / с предисл. и примеч. М. А. Бекетовой. — Ленинград: Academia, 1927—1932. — (Памятники литературного быта. Письма).
- Письма Ал. Блока к Е. П. Иванову: С прил. писем Ал. Блока к М. П. Ивановой и «Петербургской поэмы» Блока / Ред. и предисл.: Ц. Вольпе; Подготовка текста и комментарии А. Космана. — Москва; Ленинград: Изд-во Акад. наук СССР, 1936 ([Л.]: тип. Акад. наук). — 133 с.
- Александр Блок и Андрей Белый: Переписка / Ред., вступ. статья [История одной «дружбы-вражды», с. V—LXIV] и комментарий В. Н. Орлова; Гос. лит. музей. — Москва: Гос. лит. музей, 1940. — LXIV, 370 с.
- Блок А. А. Письма к жене // Литературное наследство. — Т. 89. — М., 1978.
- Бываю у Качаловых
- Письма А. А. Блока к Л. А. Дельмас // Звезда. — 1970. — № 11. — С. 190—201.

### Записные книжки
- Записные книжки Ал. Блока / ред. и прим. П. Н. Медведева; обложка: М. К. — Ленинград: Прибой, 1930 (гос. тип. им. Евг. Соколовой). — 250, [6] с.

## Основные публикации текстов
- Блок А. А. Собрание сочинений : в 8 т.. — М. : ГИХЛ, 1960—1963.
- Блок А. А. Собрание сочинений : в 6 т.. — Л. : Художественная литература : ленинградское отделение, 1980—1982.
- Блок А. А. Полное собрание сочинений и писем в 20 т. М., «Наука», 1997—н. в.

### Мемуары и воспоминания
- Александр Блок в воспоминаниях современников : в 2 т. / Под общ. ред. В. Э. Вацуро и др. — М. : Художественная литература, 1980. — Т. 1. — 549 с. — (Серия литературных мемуаров).
- Александр Блок в воспоминаниях современников : в 2 т. / Под общ. ред. В. Э. Вацуро и др. — М. : Художественная литература, 1980. — Т. 2. — 526 с. — (Серия литературных мемуаров).
- Андрей Белый о Блоке : Воспоминания. Статьи. Дневники. Речи / Андрей Белый ; Вступ. ст., сост., подгот. текста и коммент. А. В. Лаврова. — М., 1997. — 606 с. — ISBN 5-89612-001-X.
- Бекетова М. А. Александр Блок : биографический очерк. — Петроград : Алконост, 1922. — 305 с.
- Бекетова М. А. Воспоминания об Александре Блоке / сост. В. П. Енишерлова, С. С. Лесневского ; вступ. ст. С. С. Лесневского ; послесл. А. В. Лаврова ; примеч. Н. А. Богомолова. — М. : Правда, 1990. — 669 с. — ISBN 5-253-00015-1.
- Гиппиус З. Н. Мой лунный друг // Стихотворения; Живые лица / Вступ. ст., сост., подгот. текста, коммент. Н. А. Богомолова. — М. : Художественная литература, 1991. — 470 с. — (Забытая книга).
- Княжнин В. Н. Александр Александрович Блок. — Петроград : Колос, 1922. — 136 с. — (Биографическая библиотека).
- Пяст В. А. Воспоминания о Блоке : Письма Блока. — Петроград : Атеней, 1923. — 105 с.
- Чуковский К. И. Александр Блок // Из воспоминаний / К. И. Чуковский. — М. : Советский писатель, 1959. — С. 369—420. — 364 с.

### Исследования
Монографии
- Александр Блок : Исследования и материалы / Академия наук СССР ; Институт русской литературы (Пушкинский дом). — Л. : Наука : ленинградское отделение, 1987. — Т. 1. — 290 с.
- Александр Блок : Исследования и материалы / Академия наук СССР ; Институт русской литературы (Пушкинский дом). — Л. : Наука : ленинградское отделение, 1991. — Т. 2. — 342 с. — ISBN 5-02-028030-5.
- Александр Блок : Исследования и материалы / Российская академия наук ; Институт русской литературы (Пушкинский дом). — СПб. : Дмитрий Буланин, 1998. — Т. 3. — 438 с. — ISBN 5-86007-118-3.
- Александр Блок : Исследования и материалы / Российская академия наук ; Институт русской литературы (Пушкинский дом). — СПб. : Пушкинский дом, 2011. — Т. 4. — 624 с. — ISBN 978-5-91476-031-8.
- Александр Блок : Исследования и материалы / Российская академия наук ; Институт русской литературы (Пушкинский дом). — СПб. : Пушкинский дом, 2016. — Т. 5. — 429 с. — ISBN 978-5-91476-071-4.
- Александр Блок : Новые исследования и материалы : в 4 т.. — М. : Наука, 1980. — Т. 1. — 567 с. — (Литературное наследство / Академия наук СССР ; Институт мировой литературы им. А. М. Горького ; т. 92).
- Александр Блок : Новые исследования и материалы : в 4 т.. — М. : Наука, 1981. — Т. 2. — 416 с. — (Литературное наследство / Академия наук СССР ; Институт мировой литературы им. А. М. Горького ; т. 92).
- Александров А. А. Блок в Петербурге — Петрограде. — Л. : Лениздат, 1987. — 236 с. — (Выдающиеся деятели науки и культуры в Петербурге — Петрограде — Ленинграде).
- Александр Блок : Новые исследования и материалы : в 4 т.. — М. : Наука, 1982. — Т. 3. — 860 с. — (Литературное наследство / Академия наук СССР ; Институт мировой литературы им. А. М. Горького ; т. 92).
- Александр Блок : Новые исследования и материалы : в 4 т.. — М. : Наука, 1987. — Т. 4. — 776 с. — (Литературное наследство / Академия наук СССР ; Институт мировой литературы им. А. М. Горького ; т. 92).
- Александр Блок : Новые исследования и материалы : в 4 т.. — М. : Наука, 1993. — Т. 5 (дополнительный). — 905 с. — (Литературное наследство / Академия наук СССР ; Институт мировой литературы им. А. М. Горького ; т. 92). — ISBN 5-02-011426-X.
- Бабенчиков М. В. Ал. Блок и Россия. — М. ; Петроград : Госиздат, 1923. — 92 с.
- Берберова Н. Н. Александр Блок и его время : Биография. — М. : Независимая газета, 1999. — 254 с. — (Литературные биографии). — ISBN 5-86712-043-0.
- Венгров М. П. Путь Александра Блока / Академия наук СССР ; Институт мировой литературы им. А. М. Горького. — М. : Издательство Академии наук СССР, 1963. — 415 с.
- Волков Н. Д. Александр Блок и театр. — М. : ГАХН, 1926. — 157 с.
- Громов П. П. А. Блок, его предшественники и современники. — 2-е изд., доп. — Л. : Советский писатель : ленинградское отделение, 1986. — 598 с.
- Иванова Е. Александр Блок: Последние годы жизни. — СПб. : Росток, 2012. — 608 с. — ISBN 978-5-94668-098-1.
- Игошева Т. В. Ранняя лирика А. А. Блока (1898—1904) : Поэтика религиозного символизма. — М. : Глобал Ком, 2013. — 397 с. — (Studia Philologi). — ISBN 978-5-9551-0639-7.
- Жирмунский В. М. Драма Александра Блока «Роза и крест» : Литературные источники. — Л. : Издательство ЛГУ, 1964. — 105 с.
- Жирмунский В. М. Поэзия Александра Блока. — Петроград : Картонный домик, 1922. — 103 с.
- Магомедова Д. М. Автобиографический миф в творчестве А. Блока. — М. : ИЧП «Мартин», 1997. — 221 с. — ISBN 5-88105-109-2.
- Максимов Д. Е. Поэзия и проза Ал. Блока. — Л. : Советский писатель : ленинградское отделение, 1981. — 552 с.
- Машбиц-Веров И. М. Русский символизм и путь Александра Блока. — Куйбышев : Книжное издательство, 1969. — 349 с.
- Минц З. Г. Блок и русский символизм : Избранные труды : в 3-х кн. — СПб. : Искусство-СПБ, 1999. — Т. 1 : Поэтика Александра Блока. — 727 с. — ISBN 5-210-01505-X.
- Минц З. Г. Блок и русский символизм : Избранные труды : в 3-х кн. — СПб. : Искусство-СПБ, 2000. — Т. 2 : Блок и русские писатели. — 784 с. — ISBN 5-210-01505-X.
- Минц З. Г. Блок и русский символизм : Избранные труды : в 3-х кн. — СПб. : Искусство-СПБ, 2004. — Т. 3 : Поэтика русского символизма. — 480 с. — ISBN 5-210-01505-X.
- Минц З. Г. Лирика Александра Блока : Спец. курс : Лекции для студентов заочного отделения / Тартуский государственный университет. — 1965. — Вып. 1 : 1898—1906. — 129 с.
- Минц З. Г. Лирика Александра Блока : Спец. курс : Лекции для студентов заочного отделения / Тартуский государственный университет. — 1969. — Вып. 2 : 1907—1911. — 177 с.
- Минц З. Г. Лирика Александра Блока : Спец. курс : Лекции для студентов заочного отделения / Тартуский государственный университет. — 1973. — Вып. 3 : Александр Блок и традиции русской демократической литературы XIX века. — 146 с.
- Минц З. Г. Лирика Александра Блока : Спец. курс : Лекции для студентов заочного отделения / Тартуский государственный университет. — 1975. — Вып. 4 : 1910-е годы. — 164 с.
- Мочульский К. В. Александр Блок, Андрей Белый, Валерий Брюсов / Сост., авт. предисл. и коммент. В. Крейд. — М. : Республика, 1997. — 478 с. — (Прошлое и настоящее). — ISBN 5-250-02550-1.
- Новиков В. И. Александр Блок. — М. : Молодая гвардия, 2010. — 360 с. — (Жизнь замечательных людей ; вып. 1458 (1258)). — ISBN 978-5-235-03362-7.
- О Блоке : сборник литературно-исследовательской ассоциации Ц. Д. Р. П. / Под ред. Е. Ф. Никитиной. — М. : Никитинские субботники, 1929. — 380 с.
- Орлов В. Н. Александр Блок : Очерк творчества. — М. : ГИХЛ, 1956. — 262 с.
- Орлов В. Н. Гамаюн : Жизнь Александра Блока. — Л. : Советский писатель : ленинградское отделение, 1978. — 710 с.
- Перцов П. П. Ранний Блок. — М. : Костры, 1922. — 75 с.
- Приходько И. С. Блок и Шекспир / Научный совет РАН «История мировой культуры», Шекспировская комиссия ; отв. ред. А. Л. Рычков и Н. В. Захаров ; вступ. статья Н. В. Захарова и В. С. Флоровой ; биобибл. ст., коммент. А. Л. Рычкова ; послесл. Аврил Пайман. — М. : КНОРУС, 2021. — 294 с. — ISBN 978-5-406-09464-8.
- Родина Т. М. Александр Блок и русский театр начала XX века. — М. : Наука, 1972. — 312 с.
- Симонова И. А. «Старый дом глянет в сердце моё…» : (Блоковское Шахматово). — М. : Молодая гвардия, 1998. — 195 с. — ISBN 5-235-02333-1.
- Соколова Н. К. Поэтический строй лирики Блока : (Лексико-семантический аспект). — Воронеж : Издательство ВГУ, 1984. — 115 с.
- Соловьёв Б. И. Поэт и его подвиг : Творческий путь Александра Блока. — М. : Советский писатель, 1965. — 696 с.
- Судьба Блока : По документам, воспоминаниям, письмам, заметкам, дневникам, статьям и другим материалам / Сост. О. Немеровская и Ц. Вольпе. — Л. : Издательство писателей, 1930. — 276 с. — (Мемуары, история литературы, критика).
- Тимофеев Л. И. Александр Блок : (Очерк жизни и творчества). — М. : Советский писатель, 1946. — 263 с.
- Турков А. М. Александр Блок. — М. : Молодая гвардия, 1969. — 317 с. — (Жизнь замечательных людей ; вып. 15 (475)).
- Чуковский К. И. Книга об Александре Блоке : С приложением хронологического списка стихотворений А. Блока, составленного Е. Ф. Книпович. — Петроград : Эпоха, 1922. — 125 с.
- Чуковский К. И. Александр Блок как человек и поэт : (Введение в поэзию Блока). — Петроград : А. Ф. Маркс, 1924. — 144 с. — (Библиотека для самообразования).

Статьи
- Карякина О., Струганов В. «Рядом с Блоком» // Уральский следопыт : журнал. — 2014. — № 8. — С. 28—33.
- Иванов В. В. «Дон Карлос» в России 1919 года (Театральный комментарий к «Крушению гуманизма» А. Блока) // Гётевские чтения / Под ред. Г. В. Якушевой. — М., 2007. — С. 74—94.
- Рыков А. В. Александр Блок, немецкая «консервативная революция» и русский авангард // Актуальные проблемы теории и истории искусства : сборник научных статей / Под ред. С. В. Мальцевой. — СПб. : Издательство СПбГУ, 2017. — Вып. 7. — С. 626—634.
- Рыков А. В. Политика модернизма. Николай Пунин и Александр Блок // Перекрёсток искусств : Россия — Запад. — СПб. : Издательство СПбГУ, 2016. — С. 177—184. — (Труды исторического факультета Санкт-Петербургского государственного университета ; вып. 25).
- Рыков А. В. Политика и биологический дискурс (Об одном из источников «Крушения гуманизма» Блока) // Исторические, философские, политические и юридические науки, культурология и искусствоведение. Вопросы теории и практики : научно-теоретический и прикладной журнал. — 2017. — № 3. Ч. 2. — С. 139—143. — ISSN 1997-292X.
- Рыков А. В. Бодлер, Блок и дискурс насилия в теории авангарда // Studia Culturae : журнал. — 2017. — Вып. 1 (31). — С. 33—41.
- Передерин В. Боюсь души моей двуликой... // Советская Россия (газета). — 2005. — № 90 (12705).

- Быков Д. Л. Александр Блок// Портретная галерея // Дилетант. — 2017. — № 11.

### Общие работы
- Жирмунский В. М. Теория литературы. Поэтика. Стилистика. — Л., 1977. — 360 с.
- Белый А. Символизм. — М.: Мусагет, 1910.
- Волков С. История культуры Санкт-Петербурга. — М.: Эксмо, 2004.
- Лексикон русской литературы XX века = Lexikon der russischen Literatur ab 1917 / В. Казак ; [пер. с нем.]. — М. : РИК «Культура», 1996. — XVIII, 491, [1] с. — 5000 экз. — ISBN 5-8334-0019-8.
- Александр Валерьевич Кобак, Юрий Минаевич Пирютко. Г. В. Пирожков, А. В. Кобак, Ю. М. Пирютко, Смоленское православное кладбище // Исторические кладбища Санкт-Петербурга. — 2-е изд., дораб. и испр. — М.: Центрполиграф, 2011. — ISBN 978-5-227-02688-0.

#### Исследования
- Блоковский сборник, вып. 1—14. Тарту, 1964—1998.
- Корецкая И. В. Блок // История всемирной литературы в 8 томах. — М.: Наука, 1994. — Т. 8. — С. 94—99.
- Минц З. Г. Александр Блок // История русской литературы в 4 томах. — Л.: Наука, 1983. — Т. 4. — С. 520—548.
- Карпенко А. Н. Прекрасная Дама как Смерть в «Незнакомке» Блока. Читальный Зал

#### Справочные материалы
- Ашукин Н. Александр Блок, Синхронистич. таблицы жизни и творчества. 1880—1921. Библиография 1903—1923. М., 1923.
- Колпакова Е., Куприяневский П., Максимов Д. Материалы к библиографии Александра Блока за 1928—1957 годы // Уч. зап. Вильнюсского педагогического института. 1959. Т. 6.